# Hát soong hao
Hát soong hao là điệu hát của dân tộc Nùng. Theo tiếng Nùng soong hao có nghĩa là hai ta, đôi ta. Thể loại: Sinh hoạt dân ca trữ tình đối đáp.

## Tổ chức
Thường được tiến hành chủ yếu vào mùa xuân, từ những phiên chợ đầu năm đến những phiên chợ cuối cùng của tháng ba âm lịch. Vui nhất vào những ngày mùng tám tháng giêng, mười tám tháng hai âm lịch, trùng vào ngày hội Từ Hả và hội chợ Chũ. Nam ngồi một dãy, nữ ngồi một dãy, đối diện nhau mà hát. Trời ngả về chiều họ mới đứng dậy ra về, cuộc hát kéo dài theo con đường về bản xa và nhiều đôi đã thành vợ thành chồng sau đó.